# Ciclo literário
Ciclos literários são grupos de histórias agrupados ao redor de personagens e elementos comuns, frequentemente inspiradas por figuras mitológicas ou históricas. Exemplos importantes são as muitas obras medievais e renascentistas sobre o Ciclo Arturiano da Matéria da Bretanha e o Ciclo Carolíngio da Matéria de França. Dois exemplos modernos são A Comédia Humana, de Honoré de Balzac, e o Em busca do tempo perdido, de Marcel Proust.